# Porsche Hall of Legends VR
Porsche Hall of Legends VR es un videojuego de aventura de realidad virtual desarrollado por United Digital Group en conjunto con Nerdindustries y publicado por Porsche para Microsoft Windows con compatibilidad con 
HTC Vive y Oculus Rift. Fue lanzado de forma gratuita el 24 de febrero de 2020 en la tienda de Steam.
El juego es parte de la campaña de marketing que realizó Porsche para mostrar los beneficios de su entrada en la Formula E.

## Jugabilidad
El Hall of Legends se describe como una emocionante experiencia de realidad virtual basada en historias trascendentales: el juego permite al jugador ser testigo de momentos icónicos de la historia de Porsche Motorsport, descubrir los secretos detrás del éxito de Porsche y recopilar el ADN de Porsche para desbloquear el nuevo automóvil Porsche de Fórmula E.
En el juego nos transporta el personaje virtual llamado "Ferry, el archivero" un androide que saluda al usuario, explica la tarea y lo guía a través del juego.
Hall of Legends cuenta con cinco vehículos que simbolizan las décadas de éxito de Porsche y demuestran el carácter innovador de Porsche. Los vehículos Egger Lohner C.2 Phaeton (1894), 550 Spyder (1954), 917 (1970), Tag Turbo (motor; 1981) y 919 Hybrid (2018) se pueden explorar virtualmente. Cada vehículo le ofrece información y anécdotas, junto con una persona influyente de la época respectiva.